# Moses Engelbert
Moses Engelbert (Mosche Meir ben Naftali) (geboren am 18. Juni 1830 in Gudensberg bei Kassel; gestorben am  17. Januar 1891 in Heilbronn) war  Rabbiner.

## Leben
Moses Engelbert war der Sohn des Kaufmanns Hermann Engelbert. Er erhielt eine Ausbildung bei Rabbiner Markus Wetzlar. Er nahm Unterricht beim Ortspfarrer.
1837 kam er zur Jeschiwa in Würzburg (Seligmann Bär Bamberger), danach in Frankfurt am Main. Er betrieb gleichzeitig Privatstudien in den Gymnasialfächern. Von 1852 bis 1855 studierte er in Göttingen. 1855 promovierte er in Jena.
Von 1855 bis 1857 war Engelbert Prediger und Religionslehrer in Waren (Mecklenburg-Schwerin), 1857 in Thorn (Provinz Westpreußen). Dort gründete er eine Jeschiwa. 1860 wurde er Rabbiner in Kolberg (Pommern), 1862 Bezirksrabbiner in Lehrensteinsfeld bei Heilbronn. Dort war er Nachfolger von Ma(r)x Bär Kallmann 1867 wurde der Rabbinatssitz nach Heilbronn verlegt. 1877 wurde dort die Synagoge eingeweiht. 1878 musste Moses Engelbert seine Funktionen wegen Krankheit niederlegen. Sein Nachfolger wurde Dr. Berthold Einstein aus Ulm.
Moses Engelbert war seit 1857 mit Emilie, geborene Hinrichsen (Ester bat Reuwen), aus Waren verheiratet. Er hatte einen Sohn und eine Tochter, die beide noch vor ihm starben.

## Schriften
- De origine Massorae. Dissertation, Jena 1855.
- Rede am Grabe der Frau Fanny Hahn geb. Reiss. Heilbronn 1872.